# Бруно II (граф Брауншвейга)
Бруно II (нем. Brun II; ок. 1024 — 26 июля 1057) — граф Брауншвейга и маркграф Фрисландии с 1038, старший сын Людольфа, графа Брауншвейга, и Гертруды.

## Биография
О нём известно очень немного. Бруно наследовал отцу в 1038 году. Он упоминается вместе с братом Экбертом в акте, датированном 1051 годом.
После гибели в 1056 году маркграфа Северной марки Вильгельма императрица Агнесса де Пуатье, вдова недавно умершего императора Генриха III, которая стала регентшей от имени своего малолетнего сына Генриха IV, отдала Северную марку, а также некоторые владения дома Хальденслебен, графу Штаде Лотарю Удо I, что вызвало неудовольство Оттона, сводного брата Вильгельма. Разгорелся серьёзный конфликт, Оттона поддержали многие саксонские графы. Для разбора конфликта в июне 1057 года императрица пригласила Оттона в сопровождении приверженцев и вассалов в Мариенбург. Однако по дороге Оттон столкнулся с Бруно и его братом Экбертом. Они были врагами Оттона и напали на него. По сообщению Ламперта Герсфельдского Бруно сошёлся в поединке с Оттоном и они нанесли друг другу смертельные раны. Экберт же, несмотря на тяжелую рану, смог обратить сторонников Оттона в бегство.
О жене и детях Бруно ничего не сообщается. Наследовал ему брат Экберт.